# مایدان، شهرستان گاروولین
مایدان (به لهستانی: Majdan) یک روستا در منطقه اداری گمینا ترویانوو واقع در شهرستان گاروولین استان ماسوویان در شرق-مرکزی لهستان است.